# Рейдом (Іллінойс)
Рейдом (англ. Radom) — селище (англ. village) в США, в окрузі Вашингтон штату Іллінойс. Населення — 183 особи (2020). Отримало назву на честь польського міста Радом.

## Географія
Рейдом розташований за координатами 38°16′47″ пн. ш. 89°11′32″ зх. д. / 38.27972° пн. ш. 89.19222° зх. д. (38.279825, -89.192125). За даними Бюро перепису населення США в 2010 році селище мало площу 2,70 км², уся площа — суходіл.

## Демографія
Згідно з переписом 2010 року, у селищі мешкало 220 осіб у 92 домогосподарствах у складі 63 родин. Густота населення становила 82 особи/км². Було 100 помешкань (37/км²).
Расовий склад населення:
| - 100,0 % — білих |

До двох чи більше рас належало 0,0 %. Частка іспаномовних становила 0,9 % від усіх жителів.
За віковим діапазоном населення розподілялося таким чином: 19,1 % — особи молодші 18 років, 59,1 % — особи у віці 18—64 років, 21,8 % — особи у віці 65 років та старші. Медіана віку мешканця становила 44,0 року. На 100 осіб жіночої статі у селищі припадало 113,6 чоловіків; на 100 жінок у віці від 18 років та старших — 107,0 чоловіків також старших 18 років.
Середній дохід на одне домашнє господарство становив 53 116 доларів США (медіана — 40 625), а середній дохід на одну сім'ю — 62 142 долари (медіана — 42 143). За межею бідності перебувало 8,6 % осіб, у тому числі 35,0 % дітей у віці до 18 років та 8,0 % осіб у віці 65 років та старших.
Цивільне працевлаштоване населення становило 73 особи. Основні галузі зайнятості: транспорт — 19,2 %, виробництво — 19,2 %, роздрібна торгівля — 12,3 %, освіта, охорона здоров'я та соціальна допомога — 12,3 %.